# Итальянско-французские отношения
Итальянско-французские отношения — двусторонние дипломатические отношения между Италией и Францией.

## История
Итальянско-французские отношения начинаются ещё со времён античности, когда Римская Империя победила племена Галлов.
Франция не раз воевала на землях Италии, но как таковой Италии тогда не существовало, лишь относительно небольшие города-государства.
В войне за австрийское наследство Сардиния-Пьемонт (родина рисорджименто) сначала поддержала Францию, но в 1742 году присоединилась к Австрии. 8 марта 1746 года армия Сардинии-Пьемонт овладела Асти с шестью тысячами французов. Позже к армии будущей Италии присоединились около 30 000 австрийских войск. При их участии 16 июня при Сант-Антонио, недалеко от Пьяченцы французские войска были разбиты. После этого королевством был подписан в 1748 году Ахенский мир.
После Великой французской революции Наполеон провёл итальянскую кампанию. В Италии был установлен протекторат. После этого Наполеон победил Австрию, присоединив некоторые территории к Французской Республике. Позже Наполеон I был разбит и прежние итальянские границы были восстановлены.
Наполеон III способствовал объединению Италии. Во время Второй итальянской войны за независимость французы воевали бок о бок с королём Виктором Эммануилом II. В результате данной войны было создано Королевство Италия.
В Первую мировую войну Королевство Италия оказалась на стороне Антанты.
В ходе Второй мировой войны в 1940 году Италия осуществила вторжение во Францию, завершившееся подписанием Второго компьенского перемирия.
С 1957 года обе страны являются членами Европейского союза.
До начала XX века посольство Франции в Италии располагалось на вилле Медичи в Риме. С XX века посольство располагается в Палаццо Фарнезе.

## Современный период
26 ноября 2021 года было подписано Квиринальское соглашение. В соглашении стороны договорились координировать политику стран внутри ЕС и с третьими странами за пределами ЕС. 
3 июня 2025 года в Палаццо Киджи состоялась двусторонняя встреча премьер-министра Италии Джорджи Мелони и президента Франции Эманюэля Макрона. Стороны обсудили расходящиеся позиции по поводу введённых в отношении ЕС тарифов Дональдом Трампом. Франция придерживается позиции, что Европейская комиссия должна ввести контр-тарифы, тогда как Италия выступает за гибкую политику и компромиссы.
Разногласия между сторонами вызывают также действия в отношении нелегальных мигрантов. В ноябре 2022 года Франция отказалась принимать 3 500 мигрантов, нелегально проникших в Италию.

## Общая характеристика стран
|                            | Франция                                 | Италия                   |
| -------------------------- | --------------------------------------- | ------------------------ |
| площадь. км²               | 643 801 км² (с учётом заморских земель) | 301 340 км²              |
| население, чел.            | 67,8 млн                                | 60,5 млн                 |
| государственное устройство | смешанная республика                    | парламентская республика |
| объём ВВП (ППС), $         | 2,856 трлн (2017)                       | 2.084 трлн (2018)        |
|                            |                                         |                          |

## Экономические отношения
Франция является вторым по величине торговым партнёром Италии. Италия также является вторым по величине торговым партнёром Франции. В 2014 году товарооборот между странами составил 67 миллиардов евро. 
Около 1 300 итальянских компаний расположены во Франции. В них работает примерно 80 000 сотрудников. Французские компании также широко представлены в Италии (1600 компаний и 200 000 рабочих мест).
Действует итальянско-американо-французская корпорация по производству автомобилей «Stellantis».

## В области культуры
4 ноября 1949 года между странами было подписано соглашение о сотрудничестве в области культуры.